# HT-7
Foto daqueles que trabalharam para e no HT-7.
O HT-7, ou Hefei Tokamak-7, é um reator de fusão nuclear de tokamak experimental supercondutor, construído em Hefei, China, para investigar o processo de desenvolvimento do poder de fusão. O HT-7 foi desenvolvido com a assistência da Rússia e baseou-se no reator T-7 tokamak anterior. O reator foi construído pelo Instituto de Física de Plasma, com sede em Hefei, sob a direção da Academia Chinesa de Ciências.  A construção do HT-7 foi concluída em maio de 1994, com os testes finais realizados em dezembro do mesmo ano, permitindo que os experimentos continuassem.
O tokamak HT-7 foi oficialmente aposentado pela Academia de Ciências da China e pelo Ministério de Proteção Ambiental da República Popular da China, em 12 de outubro de 2012 e substituído pelo Tokamak Experimental de Supercondução Avançada (EAST), construído em Hefei como um reator experimental antes da conclusão do ITER.

## História
Sua história remonta ao início de 1990, quando o acadêmico B. Kadomtsev, ex-diretor do Instituto Kurchatov em Moscou, expressou a disposição de seu instituto de transferir o T-7 Tokamak para o ASIPP como um presente. O acadêmico Huo Yuping decidiu aceitar a oferta. De 1991 a 1994, o T-7, juntamente com seus subsistemas, foi transportado para Hefei. Com a participação e assistência de cientistas russos, eles reconstroem o T-7 Tokamak, que foi renomeado como "HT-7" (o "H" significa Hefei). Após o comissionamento em março de 1995, o HT-7 foi colocado em operação no mesmo ano, um marco marcando a entrada da China (depois da Rússia, França e Japão) no círculo de nações que possuíam um tokamak supercondutor.

Em 21 de março de 2008, o HT-7 alcançou um recorde de plasma de 400 segundos com temperatura eletrônica de 12 milhões de graus e densidade plasmática central de 0,5 × 1019m-3. Em 12 de outubro de 2012, três gerações de cientistas do ASIPP se reuniram na sala de controle do HT-7 tokamak para testemunhar a última descarga de plasma do tokamak supercondutor e se despedir.